# Petra Gläser
Petra Gläser (Chemnitz, 5 ottobre 1981) è un'ex cestista tedesca.
Alta 194 cm, giocava come ala.

## Carriera
Con la Germania ha disputato tre edizioni dei Campionati europei (2005, 2007, 201).